# Die Grablegung Mariae
Die Grablegung Mariae (auch: Transitus Mariae, Marientod, lateinisch Dormitio Virginis) ist ein Tafelbild des italienischen Malers Giotto di Bondone. Die 75,8 × 179,7 cm große Altartafel wird wegen der stilistischen Nähe zu Giottos Ognissanti-Madonna in den Uffizien um 1310 datiert. Sie wurde 1914 durch den Kaiser Friedrich-Museums-Verein erworben und befindet sich heute in der Gemäldegalerie der Staatlichen Museen zu Berlin.

## Technik und Material
Angefertigt wurde die Altartafel (75,8 × 179,7 cm) in Tempera auf Pappelholz und Goldgrund. Das langgestreckte Format mit giebelförmigem oberen Abschluss wird als Flachgiebeldossale bezeichnet und entspricht einem Format, das im Duecento aufkam. Das Werk ähnelt toskanischen Dossalen des späten 13. Jahrhunderts, die nach 1300 von Polyptychen und hochformatigen Altartafeln abgelöst wurden.

## Erhaltungszustand

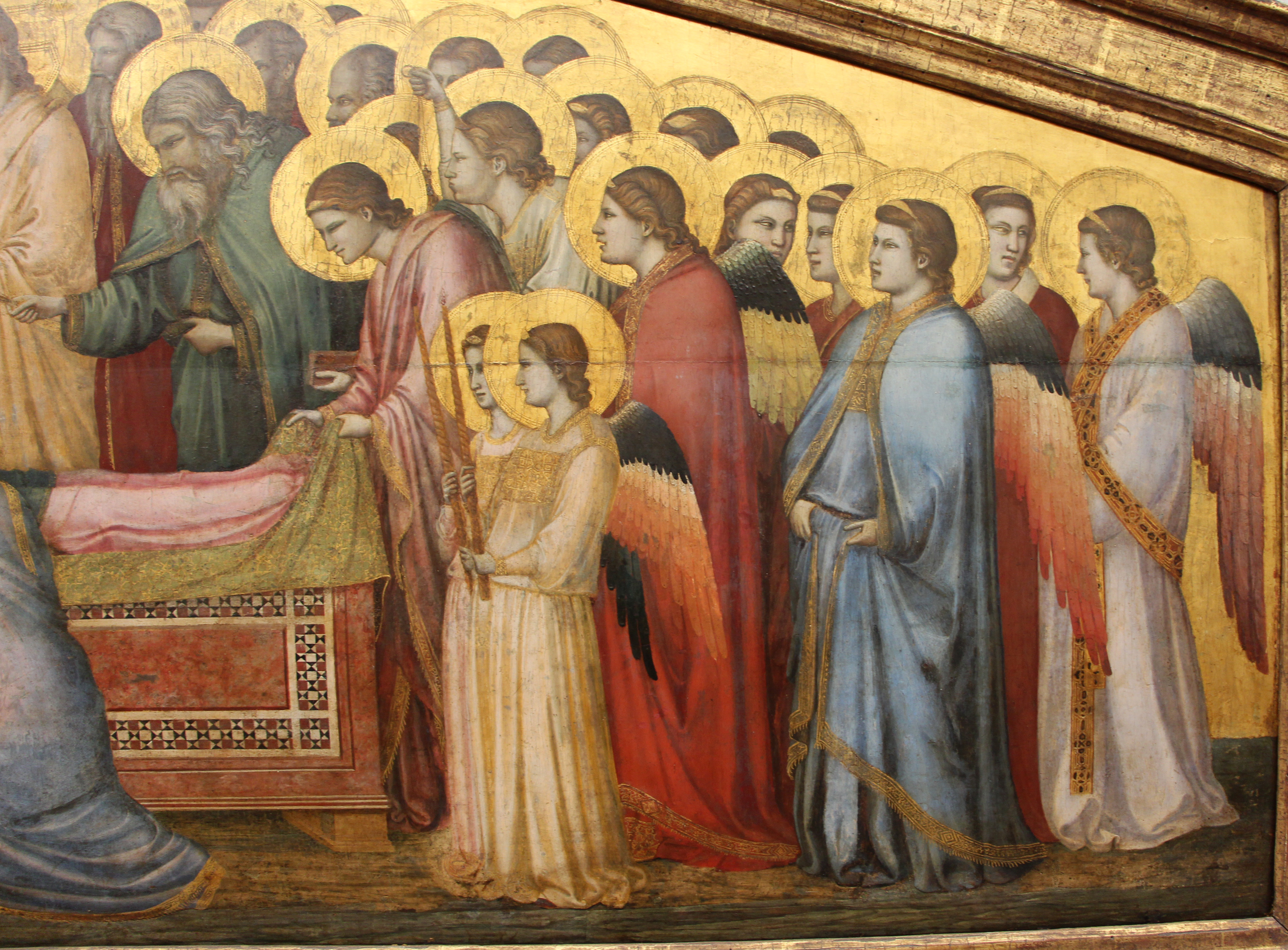
Detail. Deutlich zu erkennen hierbei die beiden horizontal verfugten Pappelholzbretter mit Leinwandauflage.

Der Bildträger, aus zwei horizontal verfugten Pappelholzbrettern mit Leinwandauflage bestehend, ist allseitig beschnitten. Vermutlich geschah dies erstmals, als man die ursprünglichen Rahmenelemente entfernte. Zudem wurde er gedünnt und verfügt mittlerweile nur noch über eine Dicke von 0,53 cm. Die leichte Asymmetrie des Werkes sollte offenbar durch eine schmale Eichenholzleiste ausgeglichen werden. Da diese mit industriell gefertigten Nägeln angebracht wurde, geht die Forschung davon aus, dass der Eingriff jüngeren Datums sei. Zudem wurde die Malschicht im 19. Jahrhundert offenbar stark gereinigt. Dass viele der Inkarnate eine weißliche Erscheinung aufweisen, insbesondere im Bereich der Gesichter, geht wahrscheinlich auf zu stark lösende Reinigungsmittel zurück, die möglicherweise noch im Verlauf des 20. Jahrhunderts eingesetzt wurden. Auch die Vergoldung erfuhr im Hintergrund eine gänzliche Erneuerung, was die Bildwirkung in ihrer ursprünglichen Form beeinträchtigt.
Ältere Übermalungen sowie Integrationen wurden teilweise 1972 abgetragen, was unter anderem zu einer Firnisreinigung führte. Vier Jahre später wurde die Tafel erneut behandelt, neue Retuschen kamen hinzu.
Auf der Rückseite befindet sich, neben den modernen Inventarzetteln, ein älterer Zettel mit der Nummer 1761 (Versteigerung Kardinal Fesch), darüber ist in schwarz auf das Holz „N … 266“ aufgemalt.

## Bildbeschreibung

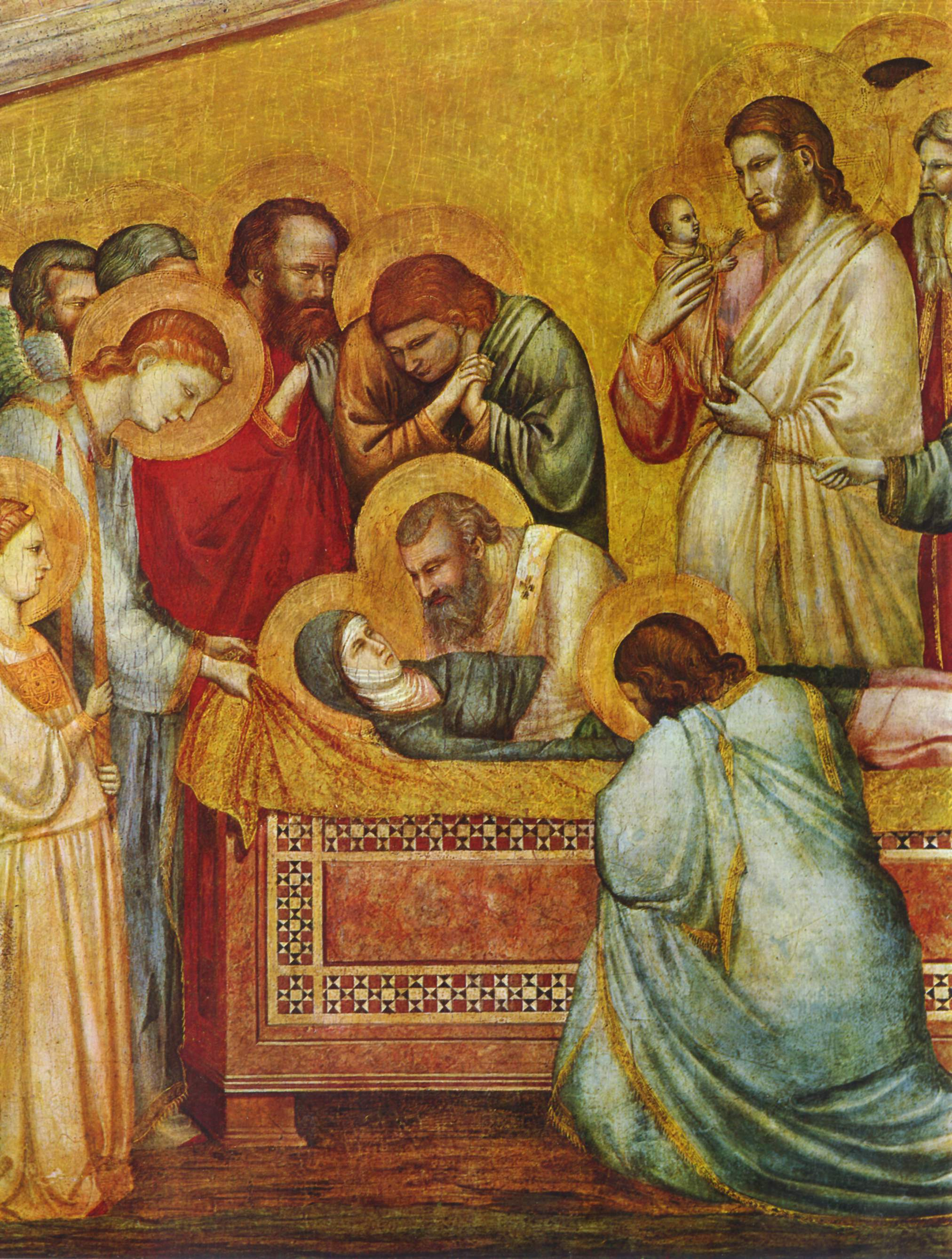
Detail.

Der Körper der Gottesmutter Maria, im Zentrum der Altartafel auf der Bahre gebettet, ist von Aposteln, Engeln, Frauen und Patriarchen vor Goldgrund umgeben. Zu identifizieren sind Simon Petrus, in goldenem Mantel, außerdem Andreas, in grün gekleidet, der die Verstorbene mit Weihwasser segnet. Mittig befindet sich Christus, der einen Säugling – metaphorisch für die Seele Mariens stehend – in den Armen hält.
Innovativ ist in der Darstellung die effektive Nutzung des Tiefenraums. Die Figuren sind im Gegensatz zu früheren Werken in Tiefenstaffelung auf mehreren Ebenen angeordnet. Diese Art der Darstellung, die ebenso in der Ognissanti-Madonna aufzufinden ist, scheint hier nochmals ausgereifter in ihrer Anwendung: Die entfernteren Figuren hinter den Lichthöfen verschwinden hinter den Figuren im Vordergrund und im zweiten Stock. Darüber hinaus richtet sich die Figurengruppe nach der Form des Dossales und lenkt mit Posen, Gesten und Blicken unweigerlich den Blick der Betrachtenden auf den zentralen Drehpunkt der Szene. Die beiden Seitengruppen sind leicht asymmetrisch angeordnet, in einer aufsteigenden Linie, die von rechts gradlinig bis zum Haupt Christi verläuft und schließlich in die Gestalt des gebeugten Apostels, möglicherweise Johannes, übergeht. Auch der Mariensarkophag, schlicht, aber von kosmischen Verzierungen belebt, durchbricht durch die Verschiebung nach links die Frontalität des Werkes.

## Ikonographie
Die Darstellung folgt einem traditionellen Schema, das seinerseits auf apokryphen christlichen Schriften beruht. Von Bedeutung ist hier vor allem ein mit Transitus (Beatae) Mariae überschriebener Text eines anonymen Autors namens Pseudo-Melito, der später von Gregor von Tours modifiziert wurde. Auf Grundlage dieser Vorlagen redigierte Jacobus de Voragine seine Version des Geschehens für die Legenda aurea, einer Sammlung zu Lebensgeschichten Heiliger und von Heiligenlegenden. In allen Quellen wird zwischen verschiedenen, zeitlich aufeinanderfolgenden Ereignissen unterschieden, hierbei vor allem zwischen Dormitio – Maria stirbt im Kreis der Apostel, Christus nimmt ihre Seele entgegen – sowie Assumptio – die Apostel begraben Maria im Tal Josaphat, nach drei Tagen erscheint der Herr, Engel bringen die Seele Mariens wieder herab und der unbefleckte, wiederbeseelte Leib wird von den Engeln in den Himmel getragen. Giotto hat in diesem Werk mehrere Elemente dieser Ereignisse in einer einzigen Darstellung synthetisiert. So vereinen sich hier sowohl Entschlafung, Exequien, Grablegung und Auferweckung beziehungsweise Assumptio animae.
Das Sujet des Bildes ist demnach weniger als storia (Bilderzählung) zu bezeichnen. Vielmehr könnte man von einer ohne zeitliches Kontinuum formulierten Inszenierung des Totenkultes sprechen, wobei diese als Darstellung des Rituals gemeinschaftlicher Erinnerung (Memoria) aufzufassen ist. Vor diesem Hintergrund erklärt sich auch Giottos Komposition zahlreicher Verweise auf das mittelalterliche Bestattungsritual. Neben den Aposteln kommt auch den Engeln eine wichtige Rolle zu; bei Exequiendarstellungen sowie in der Grabmalsikonographie treten sie als Liturgen auf und spenden, dem Text der Apokalypse folgend, den Weihrauch. In Giottos Darstellung übernimmt ein Engel in der rechten Bildhälfte diese Aufgabe. Außerdem befinden sich am linken Bildrand Frauen, die als „Gefährtinnen Mariens“ zu identifizieren sind. Diese könnten gleichzeitig als Verweise auf die zum Trauergeleit gehörenden Frauen im realen Bestattungskult verstanden werden. Zuseiten des Sarkophags ist zudem beidseitig ein Paar an Engeln mit speziell gedrehten Kerzen auszumachen, die beim Sterbesegen entzündet werden. Die Apostel, über dem Haupt Mariens positioniert, vollführen Gesten der Trauer, die an die Totenklage erinnern. Der Klerus versammelt sich anschließend zur Vigil, die Bußpsalmen werden rezitiert und der Körper mit Weihwasser besprengt. Auf der linken Seite rezitiert Petrus aus den Psalmen, während Andreas von rechts das Aspergill mit dem Weihwasser führt. In der sich anschließenden Prozession geleitete man den Leichnam unter Gebet und Gesang zu Grabe.

## Ursprünglicher Aufstellungsort
Die Grablegung Mariae ist im Kontext anderer Werke Giottos zu verorten, die Lorenzo Ghiberti in seinen Commentarii beschreibt. Hierbei handelt es sich um vier Werke Giottos, die sich in der von den Humiliaten gegründeten Ognissanti-Kirche in Florenz befanden. Auch Giorgio Vasari sah sie mehr als ein Jahrhundert später in derselben Kirche und berichtete von „… ein[em] Täfelchen in Tempera, darauf, von Giotto mit grenzenloser Sorgfalt gemalt und mit vollkommener Zeichnung und Lebendigkeit dargestellt, der Tod unserer lieben Frau mit den Aposteln, welche die Exequien abhalten, und mit Christus, der die Seele auf dem Arm trägt.“
Von den vier Werken lassen sich heute neben der Grablegung Mariae jedoch nur noch die Maestà (Ognissanti-Madonna) sowie das Triumphkreuz identifizieren.
Wahrscheinlich war das Werk, zumindest im Quattrocento und im frühen Cinquecento, auf einem Seitenaltar positioniert, der sich am Lettner befand.  Hierdurch erschließt sich auch die Funktion des Dossales: Der Lettner teile das Kirchenschiff in zwei Bereiche: einerseits in den den Klerikern vorbehaltenen Bereich sowie in die Gemeindekirche, die auch den Laien grundsätzlich zugänglich war. Demnach waren beide Bereiche jeweils mit ihren spezifischen Bildwerken ausgestattet: im Chorbereich mit der Maestà (Ognissanti-Madonna) sowie im für den Laien zugänglichen Raum mit dem Kreuz und dem Marientod. Der Marientod bildete folglich das Altarbild dieses Kirchenteils.
Der Seitenaltar war zudem explizit der Verrichtung von Totenoffizien und Memorialgottesdiensten gewidmet, unmittelbar davor befanden sich Bodengräber. Hierzu heißt es in der Online-Datenbank der Staatlichen Museen zu Berlin SMB-digital: „Das Kultbild war demnach thematisch auf das liturgische Ritual abgestimmt, das sich davor ereignete, während das Zeremoniell selbst wiederum eine visuelle Überhöhung durch das im Altarbild inszenierte Geschehen erhielt. Mit der Entschlafung Mariens verbindet sich die christliche Hoffnung auf ein Leben nach dem Tode. Das kultische Handeln um Tod und Memoria war für den Humilitantenorden von großer Bedeutung, denn mit dieser seelsorgerischen Tätigkeit waren wichtige Einnahmen verbunden, die den Mönchen durch Anteile am Nachla[ss] Verstorbener zukamen. Als 1296 der innenstädtische Friedhof in Florenz aufgelöst wurde, zählte der außerhalb des Stadtzentrums gelegene Konvent von Ognissanti einige Jahre zu den wichtigsten Kirchen für den Bestattungskult, da sich in unmittelbarer Nähe ein großer Friedhof befand, der unbeschränkt ausgedehnt werden konnte.“

## Provenienz
Als das Tafelbild im 16. Jahrhundert aus der Ognissanti-Kirche entfernt wurde, wurde es an einen nicht näher bezeichneten Ort gebracht. Die Spuren gingen bis etwa 1841 verloren; schließlich tauchte das Werk in der Sammlung von Joseph  Kardinal Fesch wieder auf. Es befand sich außerdem in den Sammlungen Davenport Bromley und Langton Douglas, bevor es 1914 für den Ankauf des Kaiser-Friedrich-Museumsvereins nach Berlin überführt wurde. Erst 1920 jedoch wurde der Museumsverein zum rechtmäßigen Eigentümer des Bildes. Gegen Ende des Zweiten Weltkrieges wurde das Werk in das Salzbergwerk Merkers bei Kaiseroda in Thüringen ausgelagert, nach Kriegsende gelang es schließlich in den Central Collecting Point nach Wiesbaden. Der Aufkleber „Army No. 89“ auf der Rückseite des Werkes bestätigt dies. 1945 wurde das Werk von der amerikanischen Besatzung anlässlich einer Sonderausstellung nach Washington gesandt, erst ab 1948 fand es wieder zurück nach Wiesbaden und wurde bis 1952 in der Ausstellung „Zurückgekehrte Meisterwerke“ gezeigt. Schließlich fand das Werk wieder nach Berlin zurück, um dort in der Dahlemer Galerie ausgestellt zu werden. Seit 1998 befindet es sich im neuen Museumsbau am Kulturforum (Potsdamer Platz).